# Sint-Gertrudiskerk (Wijlre)
De Sint-Gertrudiskerk is een kerkgebouw in Wijlre in de Nederlands Zuid-Limburgse gemeente Gulpen-Wittem. Ten westen van de kerk ligt aan de overzijde van de weg de Brand Bierbrouwerij uit 1340 en even verderop ligt de watermolen van Otten. Langs de oostzijde van de kerk loopt de N595 en aan de andere kant de doorgaande weg naar Gulpen. Het kerkgebouw is gewijd aan de heilige Gertrudis van Nijvel. Het gebouw bevindt zich op een kerkheuvel midden in het dorp en wordt omgeven door een kerkhof.
Het gebouw is een rijksmonument en is gewijd aan Gertrudis van Nijvel.

## Geschiedenis
In de 13e eeuw werd er op deze plek een romaanse kerk gebouwd.
In 1640 werd deze romaanse kerk vervangen door een zaalkerkje.
In 1835-1839 werd de huidige kerk in dorische stijl gebouwd naar het ontwerp van de Akense architect Alois Klausner.
In 1896 werd de kerk uitgebreid, waarbij Johan Kayser voor de nieuwe venstertraceringen verantwoordelijk was.
Rond 1925 is door J.H.H. van Groenendael de huidige oostpartij toegevoegd bestaande uit een transept, koor en toren, alle opgetrokken in Nivelsteiner zandsteen. Bij deze aanpassing werden in de beide zijbeuken de ramen met ronde boog vervangen door ronde ramen, waarvan de sporen nog steeds duidelijk in de muren te zien zijn.
Uit 1949 zijn de beelden van Sint-Barbara en Sint-Isidorus in de voorgevel, van de hand van Jean Weerts.
In 1994-1996 is de kerk door architect J.H.F. Peutz gerestaureerd, waarbij mede nieuwe ramen van de hand van kunstenaar Jan Dibbets geplaatst zijn. Sinds deze restauratie is het heel licht geworden van binnen door de lichte moderne ramen, de witte wanden en het witte tongewelf.

## Opbouw
Het is een neoklassieke kruiskerk met een neoromaans rondgesloten koor. De toren is tegen de zuidzijde van het koor en de oostzijde van de zuidelijke transeptarm aan gebouwd. Deze heeft een achtzijdige opbouw en is voorzien van een ui. De ingang is aan de westzijde gepositioneerd. Het gebouw is opgetrokken uit baksteen, pilasters van gezaagd mergelsteen, en de toren, transept en koor van Nivelsteiner zandsteen.
De inventaris is gedeeltelijk in Lodewijk XVI-stijl.

## Afbeeldingen

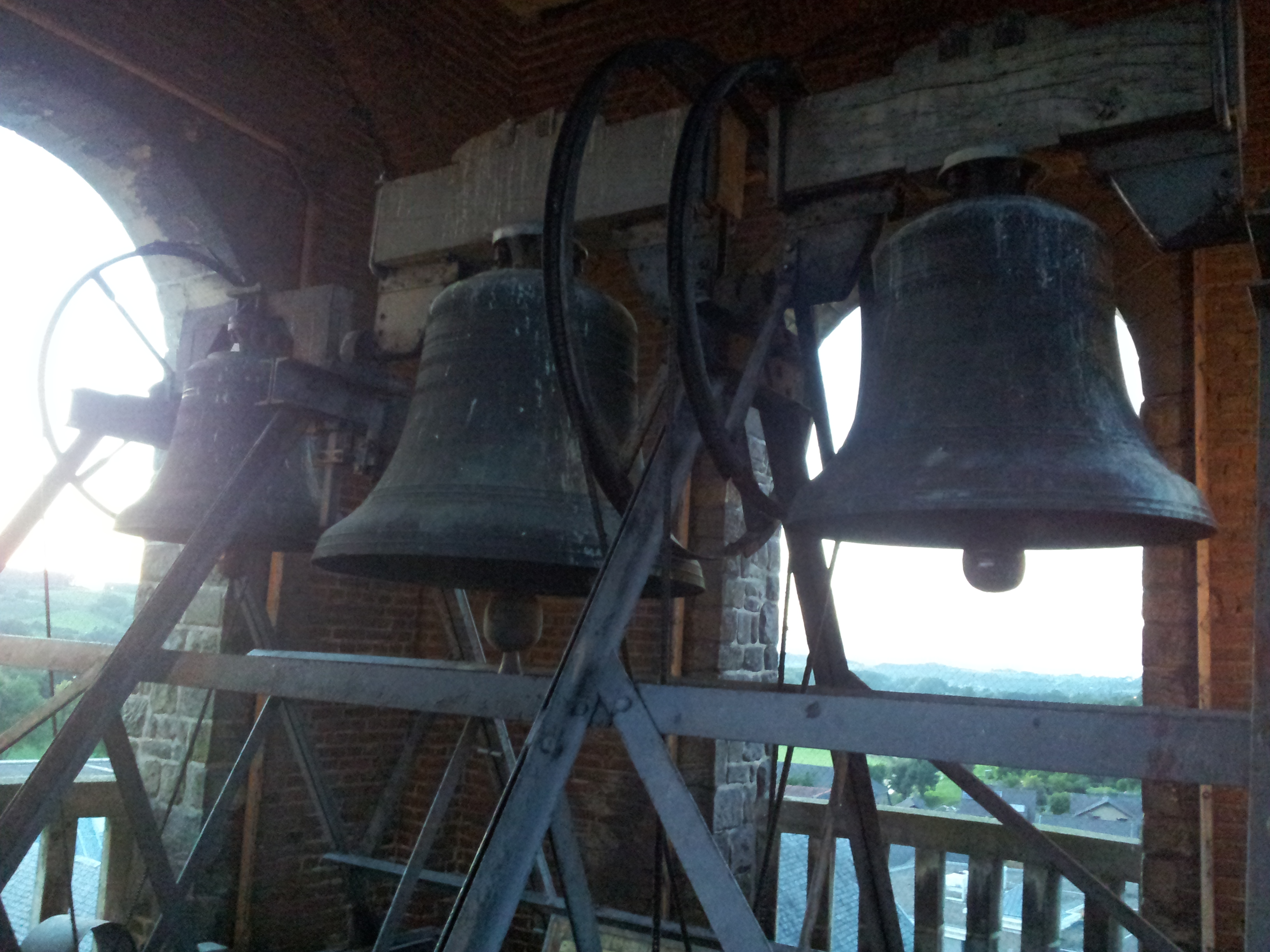
Kerkklokken